# شهرستان لیاسکووتس
شهرستان لیاسکووتس (به بلغاری: Lyaskovets Municipality) یک شهرستان در بلغارستان است که در استان ولیکو تارنوو واقع شده‌است. شهرستان لیاسکووتس ۱۱۷٫۵۴ کیلومتر مربع مساحت و ۱۳٬۶۷۷ نفر جمعیت دارد.